# Торт Жоффр
Торт Жоффр (рум. Tort Joffre) — румынский шоколадный торт, наполненный шоколадным ганашем и глазированный шоколадным масляным кремом.
Торт был создан в бухарестском ресторане «Casa Capșa», кондитером-поставщиком Королевского двора Григоре Капса, в честь визита в Румынию в 1920 году французского маршала Жозефа Жоффра, героя битвы на Марне (Румыния и Франция выступали союзниками в Первой мировой войне).